# Titta Madia
Giovanni Battista Madia, detto Titta (Petilia Policastro, 5 febbraio 1894 – Roma, 26 luglio 1976), è stato un avvocato, politico e giornalista italiano.

## Biografia e carriera
Titta Madia nasce nel 1894 a Petilia Policastro, un piccolo paese della Calabria, da Nicola, notaio, e da Anna Avarelli, nipote del magistrato Diego Avarelli.
Viene avviato agli studi di giurisprudenza, divenendo presto un avvocato penalista di grande successo e fama, maestro di arte oratoria.
Il 30 ottobre 1918 fu iniziato in Massoneria nella loggia "Tommaso Campanella" di Catanzaro.
Dirigente dell'Associazione nazionale mutilati e invalidi di guerra nel primo dopoguerra, rimarrà sempre legato alla sua terra d'origine, tanto da porre in essere una serie di iniziative politiche, che culmineranno con la sua elezione a deputato (1924-1939) e poi a consigliere nazionale (1939-1945) durante il periodo fascista.
Fu sostenitore dell'ideologia fascista e, oltre che avvocato, svolse anche una rilevante attività giornalistica dirigendo Gli oratori del giorno, rassegna mensile di eloquente ispirazione fascista.
Dal 1953 al 1958 è stato deputato per il Movimento Sociale Italiano nella II legislatura.

### Discendenza
Fra i discendenti, il figlio Nicola e i nipoti Giuseppe Nicola, Marcello e Stefano Madia, con il nipote omonimo Titta Madia, avvocato principe del foro, deceduto il 13 novembre 2017.
Sua pronipote è Marianna Madia, deputata del PD e ministro per la pubblica amministrazione e la semplificazione nel governo Renzi e nel governo Gentiloni.

## Opere
- I processi de la storia. La Toga, 1931
- I processi de la cronaca. La Toga, 1932
- Aria dei colli fatali. Libreria Ulpiano Editrice, 1937
- Pezzi di mondo. La Toga, 1937
- Biografie del peccato quotidiano. Corbaccio - dall'Oglio, 1940
- Storie terribili del parlamento italiano. Corbaccio - dall'Oglio, 1940
- Le furie. Corbaccio - dall'Oglio, 1942
- I capi incatenati - Il maresciallo Pétain. Cappelli, 1949
- Tutti hanno ragione. Arringhe in toga - Arringhe proibite. Dall'Oglio, 1951
- Brividi segreti in corte d'assise. Dall'Oglio, 1954
- Rodolfo Graziani. L'uomo - il soldato. L'Aniene, 1955 (con Emilio Faldella)
- Arsura. Atlantica, 1957
- Storia dell'eloquenza. Dall'Oglio, 1959